# Yūgen gaisha
Un yūgen gaisha (有限会社 yūgen kaisha?, abreviado en inglés como Y.K. o Co., Ltd.) es un tipo de empresa de sociedad de responsabilidad limitada que podría establecerse en Japón desde 1940 hasta principios de 2006.

## Inicio
Yūgen gaisha se basan en la forma empresarial alemán GmbH, y se aplica en Japón en la Ley de Sociedades Limitadas (有限会社法?) de 1940. La Ley de Compañías de Japón, implementada el 1 de mayo de 2006, reemplazó la yūgen gaisha por una nueva forma de compañía llamada gōdō gaisha, basada en la compañía de responsabilidad limitada estadounidense. Tras la aplicación, no se permitió la entrada de nuevos YK en Japón, pero se permitió a los YK preexistentes continuar sus operaciones como kabushiki gaisha con arreglo a normas especiales.
Si el término se pronuncia como yūgen gaisha o yūgen kaisha depende del dialecto local o de la preferencia de la compañía cuando es parte del nombre de la compañía. Aunque se pronuncia yūgen gaisha en japonés estándar, la abreviatura alfabética es siempre Y.K. por estándar.
Japón es una nación de pequeñas empresas. Según David Luhmen o Luhmen.org, el 70% de todas las empresas japonesas tienen menos de 20 empleados, y la mayoría de las empresas japonesas se forman como KK en lugar de YKs. Los KKs son considerados más grandes y prestigiosos en Japón, que es una nación consciente de la imagen donde las apariencias son importantes.

## Estructura
A partir de 2005, un Y.K. puede tener hasta 50 inversores, llamados miembros (社員 shain?). Los miembros debían aportar al menos 3 millones de yenes en contribuciones de capital, y cada unidad de inversión (持分 mochibun?) estaba valorada en no menos de 50.000 yenes. El capital mínimo era mucho más permisivo que el mínimo de 10 millones de yenes para un kabushiki gaisha. Tampoco se exigía a A Y.K. que emitiera certificados para las unidades de inversión, mientras que a K.K. se le exigían certificados de acciones.
Debido a su estructura simplificada y a los requisitos de constitución relativamente laxos, el formulario Y.K. se asocia con pequeñas empresas. Sin embargo, algunas empresas más grandes han utilizado el formulario: La principal subsidiaria japonesa de ExxonMobil (EMYK), por ejemplo, fue un Y.K. con un capital pagado de ¥50 mil millones (US$420 millones). Además de la simplificación del gobierno corporativo, el Reino Unido recibe algunos beneficios fiscales en virtud de leyes extranjeras, como el Código de Rentas Internas de los Estados Unidos.